# Kutafja torony
A Kutafja torony (Кутафья башняa) a moszkvai Kreml egyetlen megmaradt külső bástyája, barbakánja. A várfal előtt vizesárokként szolgáló Nyeglinnaja folyócskán kívül helyezkedett el. Az Alekszandrovszkij szad, a Sándor-kert létrehozása után annak egyik fő látványossága lett. A mögötte lévő Troickaja (Szentháromság) toronnyal és az ahhoz vezető Troickij híddal együtt alkotott egy védelmi egységet. Az 1495-1516 közötti időszakban építették, a hagyomány szerint Aloisio da Carcano olasz építész irányításával, de azóta többször újjáépítették, eredeti anyag szinte nem maradt benne.
A 16. század elején még több mint 20 méter magas volt. Az áttört díszítés a tetején csak a 17. századból származik. A 21. században a torony alatti átjáró a Kreml látogatói, a turisták számára szolgál. Az idegenforgalom számára készült üvegpavilon kiváltotta az UNESCO szakértőinek kritikáját.

## Elnevezése
Az elnevezés eredetére vonatkozóan több elmélet is létezik. A legelfogadottabb szerint a régi orosz nyelvben ez a szó kövér, ügyetlen asszonyt jelentett, és a népnyelv ezt a kifejezést húzta rá a testes bástyára. Korábban nevezték még Predmosztnaja (Предмо́стная, azaz hídfő) Otvodnaja (Отводна́я стре́льница, a barbakán orosz neve) és Boriszoglebszkaja bástyának is (Борисогле́бская; az ebben az irányban fekvő mai Boriszoglebszkij pereulok környékén állt régi, Borisz és Gleb szentekről elnevezett templomról).

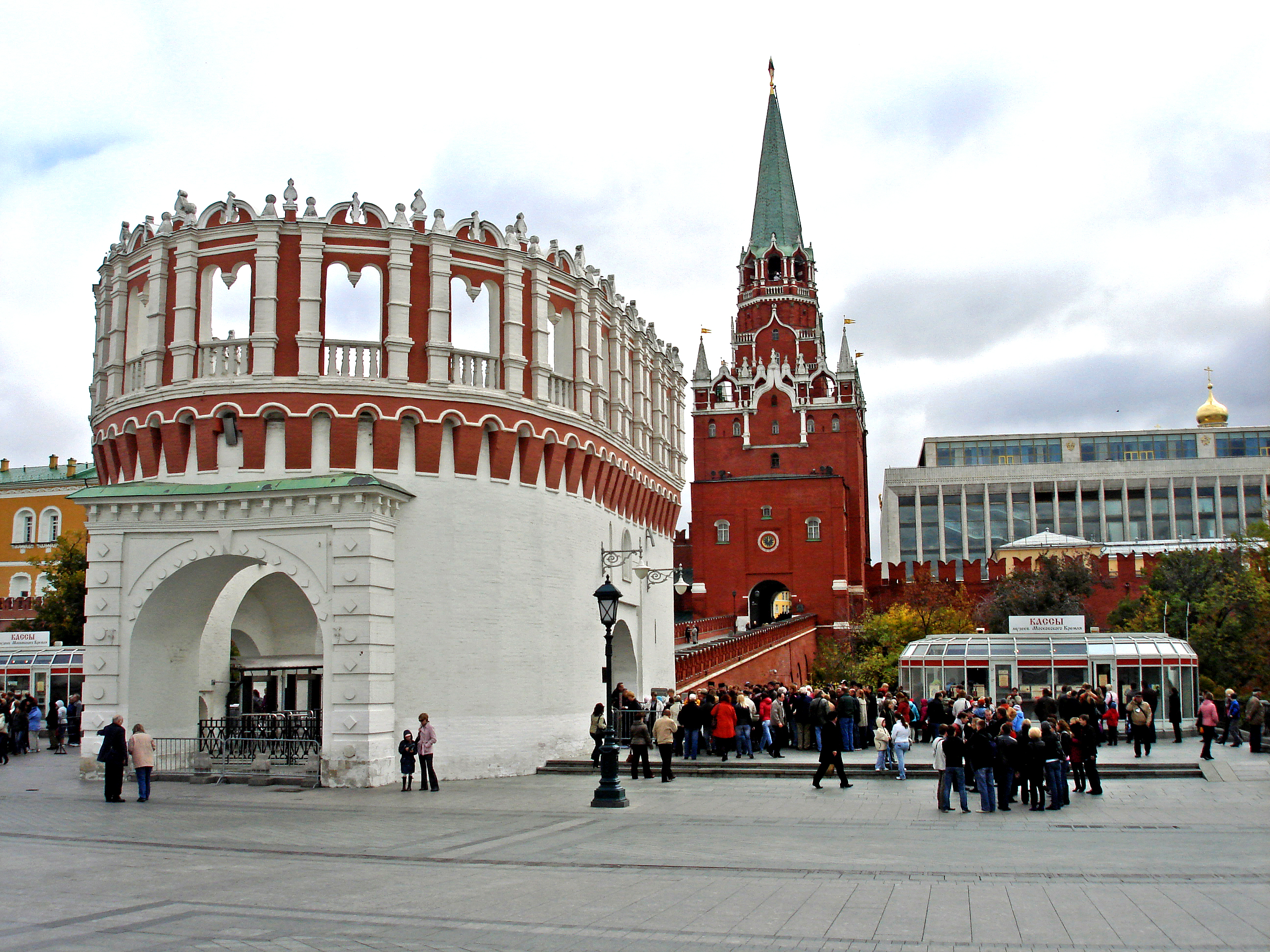
A Kutafja-bástya mögötte a Troickaja toronnyal és a Kongresszusi palotával. Mellette az üveg fogadóhelyiség

## Fordítás
- Ez a szócikk részben vagy egészben  a(z)   Кутафья башня című orosz Wikipédia-szócikk ezen változatának fordításán alapul.  Az eredeti cikk szerkesztőit annak laptörténete sorolja fel. Ez a jelzés csupán a megfogalmazás eredetét és a szerzői jogokat jelzi, nem szolgál a cikkben szereplő információk forrásmegjelöléseként.